# Steffen Wenig
Steffen Wenig (* 15. Juli 1934 in Berlin; † 11. Januar 2022 ebenda) war ein deutscher Ägyptologe und Sudanarchäologe. Er war ab 1984 außerordentlicher und von 1993 bis 1999 ordentlicher Professor an der Humboldt-Universität zu Berlin.

## Leben und Wirken
Steffen Wenig studierte ab 1950 an der Humboldt-Universität zu Berlin (HU) Ägyptologie (bei Fritz Hintze) und Afrikanistik (bei Ernst Dammann) und schloss 1959 mit dem Staatsexamen ab. Anschließend arbeitete er als wissenschaftlicher Mitarbeiter am Ägyptischen Museum in Ost-Berlin und promovierte 1964 zum Thema Untersuchungen zur Ikonographie der Darstellungen der meroitischen Königsfamilie und zu Fragen der Chronologie des Reiches von Meroe. Er stieg 1967 zum Kustos auf und amtierte von 1971 bis 1978 als stellvertretender Direktor des Ägyptischen Museums (unter Wolfgang Müller).
1978 wechselte Wenig als wissenschaftlicher Mitarbeiter an die Humboldt-Universität zu Berlin und tauschte dabei mit Karl-Heinz Priese die Positionen. Im Jahr darauf legte Wenig seine Dissertation B (entspricht einer Habilitation) mit dem Titel Die Darstellungen am Löwentempel von Musawwarat es-Sufra, Untersuchungen zur Ikonographie, Inhalt und Komposition der Reliefs vor und erhielt den Grad Dr. sc. phil. 1981 wurde er Dozent für Meroitistik, 1984 außerplanmäßiger und 1993 ordentlicher Professor für Sudanarchäologie. In Vertretung des Lehrstuhlinhabers lehrte er zwischen 1985 und 1990 mehrmals als Gastprofessor für Ägyptologie an der in diesem Fach sehr renommierten Universität Wien. 1999 erfolgte die Emeritierung.

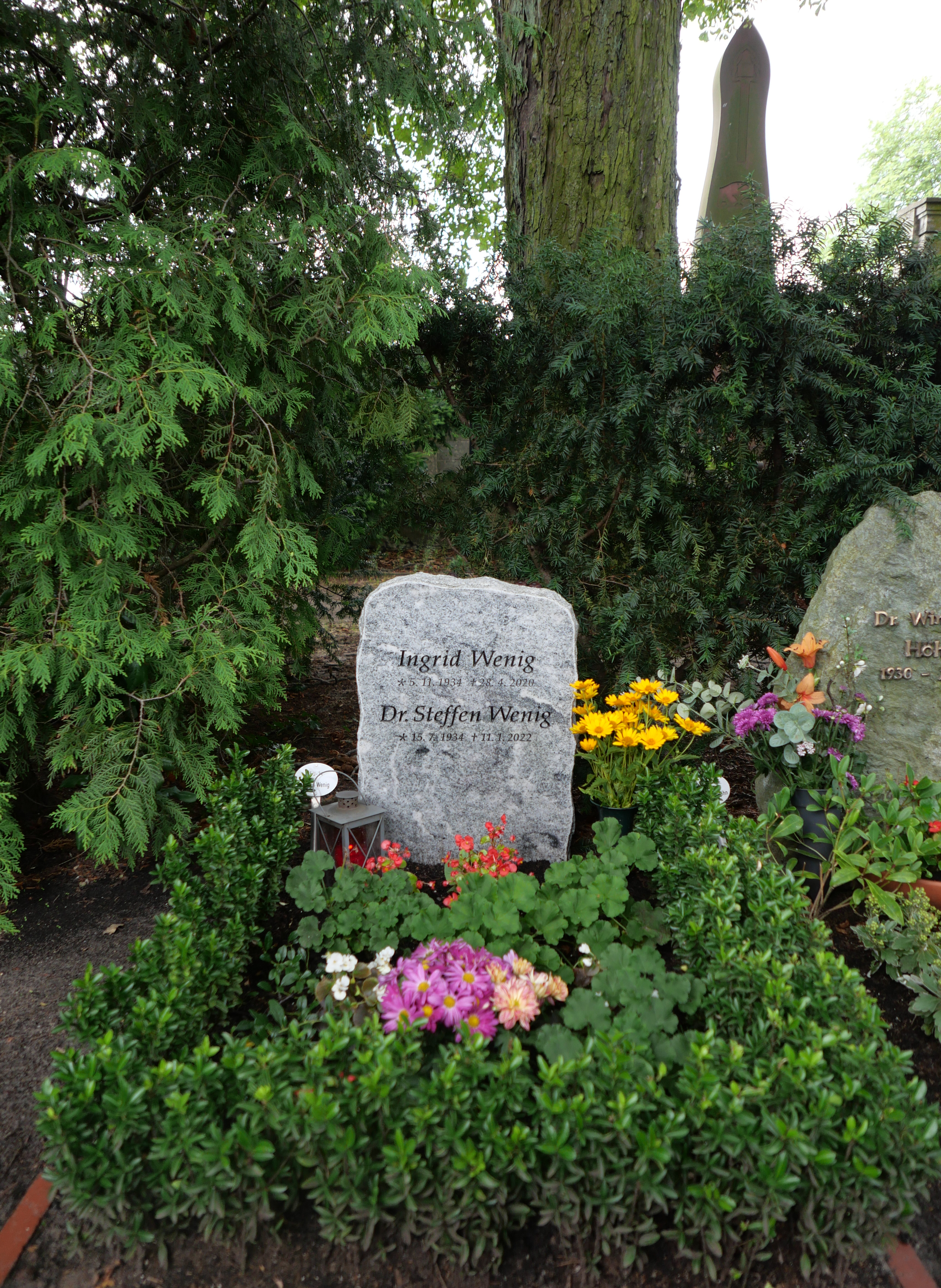
Das Grab von Wenig und seiner Frau Ingrid (1934–2020) auf dem Friedhof Pankow IV in Berlin-Niederschönhausen.

Wenig verband in seiner Arbeit häufig mehrere Komponenten. So war er sowohl Fachmann auf dem Gebiet der Ägyptologie, aber auch – und hier besonders profiliert – in der Tradition seines Lehrers Fritz Hintze Sudanarchäologe. Er war Forscher sowohl in der musealen als auch in der universitären Ausprägung seines Faches. Ende der 1960er Jahre gehörte er zu den Mitbegründern des Corpus Antiquitatum Aegytiacorum. Er war Vertreter der DDR im Leitungsgremium dieses internationalen Projektes. Aus Karrieregründen trat er auch in die SED ein. Wenig konzipierte die Ausstellung Africa in Antiquity: The Arts of Ancient Nubia and the Sudan, die 1978 im New Yorker Brooklyn Museum gezeigt wurde. 1984 wurde er zum ersten Professor für Sudanarchäologie an der HU berufen, ein Fach, das sich bislang nur dort in dieser Eigenständigkeit herausgebildet hat.
Nach der politischen Wende musste sich Wenig dauerhaft für den Erhalt des Faches einsetzen. Zur Unterstützung des Faches initiierte er die Gründung der Sudanarchäologischen Gesellschaft zu Berlin. Ausgrabungen führte Wenig insbesondere in Musawwarat es-Sufra im Sudan durch. Er war korrespondierendes Mitglied des Deutschen Archäologischen Instituts und gehörte dem Beirat der Zeitschrift Nikephoros an. Ab Mitte der 1990er-Jahre befasste sich Wenig auch mit der archäologischen Erforschung des nördlichen Horns von Afrika, leitete einen archäologischen Survey in Qohaito (Eritrea) und initiierte Ausgrabungen in Wukro (im äthiopischen Bundesstaat Tigray).

## Veröffentlichungen
- Führer durch das Berliner Ägyptische Museum. Staatliche Museen zu Berlin, Generaldirektion, Berlin 1961.
- mit A. D. Touny: Der Sport im alten Ägypten. Edition Leipzig, Leipzig 1969.
- Meisterwerke der Armanakunst. Insel, Leipzig 1974.
- Herausgeber: Studien zum antiken Sudan. Akten der 7. Internationalen Tagung für Meroitistische Forschungen vom 14. bis 19. September 1992 in Gosen bei Berlin (= Meroitica. Band 15). Harrassowitz, Wiesbaden 1999, ISBN 3-447-04139-0.
- Herausgeber: Neueste Feldforschungen im Sudan und in Eritrea. Akten des Symposiums vom 13. bis 14. Oktober 1999 in Berlin (= Meroitica. Band 21). Harrassowitz, Wiesbaden 1999, ISBN 3-447-04913-8.
- Untersuchungen zur Ikonographie der Darstellungen der meroitischen Königsfamilie und zu Fragen der Chronologie des Reiches von Meroe (= Internet-Beiträge zur Ägyptologie und Sudanarchäologie. Band 17). Golden House, Berlin / London 2015, ISBN 978-1-906137-42-7.